# Парламентские выборы в Нидерландах (2012)
Досрочные парламентские выборы в Нидерландах прошли 12 сентября 2012 года. По пропорциональной избирательной системе с использованием метода д’Ондта избрано 150 депутатов Второй палаты (Палаты представителей) Генеральных штатов. Выборы были назначены после распада в апреле 2012 года правящей коалиции во главе с Марком Рютте.

## Результаты
17 сентября были опубликованы официальные итоги выборов:
| Партия | Партия                                  | Голосов            | Мест | Изменение |
| ------ | --------------------------------------- | ------------------ | ---- | --------- |
|        | Народная партия за свободу и демократию | 2 504 948 (26,6 %) | 41   | ▲ 10      |
|        | Партия труда                            | 2 340 750 (24,8 %) | 38   | ▲ 8       |
|        | Партия свободы                          | 950 263 (10,1 %)   | 15   | ▼ 9       |
|        | Социалистическая партия                 | 909 853 (9,7 %)    | 15   | ▬         |
|        | Христианско-демократический призыв      | 801 620 (8,5 %)    | 13   | ▼ 8       |
|        | Демократы 66                            | 757 091 (8 %)      | 12   | ▲ 2       |
|        | Христианский Союз                       | 294 586 (3,1 %)    | 5    | ▬         |
|        | Зелёные левые                           | 219 896 (2,3 %)    | 4    | ▼ 6       |
|        | Реформатская партия                     | 196 780 (2,1 %)    | 3    | ▲ 1       |
|        | Партия защиты животных                  | 182 162 (1,9 %)    | 2    | ▬         |
|        | 50 Плюс                                 | 177 631 (1,9 %)    | 2    | ▲ 2       |
|        | Пиратская партия                        | 30 600 (0,3 %)     | 0    | ▬         |

## Предвыборная кампания
В апреле 2012 года правящая коалиция распалась из-за невозможности согласования плана по уменьшению бюджетного дефицита с 4,7 % до 3 % с помощью уменьшения расходной части бюджета. Этот план стал также основным вопросом, вокруг которого развернулись дебаты перед выборами. Этим планом, в частности, планируется уменьшить расходы на здравоохранение, повысить пенсионный возраст с 65 (по другим данным, с 66) до 67 лет и увеличить НДС. Социалистическая партия выступила против планов по сокращению бюджетного дефицита; вместо этого партия предложила увеличить инвестиции в экономику, чтобы сократить дефицит бюджета за счёт увеличения доходов в долгосрочной перспективе. Кроме того, лидер партии Эмиль Румер заявил о намерении увеличить налог на доходы для богатых с 52 % до 65 %. Против плана экономии выступила также правая Партия свободы Герта Вилдерса.
Ожидается, что значительно увеличит своё представительство в парламенте Социалистическая партия. Аналитики предполагают, что успех Социалистической партии может привести не только к отказу Нидерландов от следования политике жёсткой экономии, но и к возможности не требовать проведения подобной политики от стран, сильно пострадавших от кризиса (Греция, Италия, Испания, Ирландия). Тем самым может быть нарушено единство стран северной части Евросоюза, которые отстаивают идею жёсткой экономии для всех стран зоны евро.

## Последние предвыборные опросы
| Дата               | Народная партия за свободу и демократию | Партия труда  | Партия свободы | ХДП          | Социалистическая партия | Демократы 66 | Зелёные левые | Христианский Союз | Реформистская партия | Партия защиты животных | 50 Плюс     |
| ------------------ | --------------------------------------- | ------------- | -------------- | ------------ | ----------------------- | ------------ | ------------- | ----------------- | -------------------- | ---------------------- | ----------- |
| Выборы 9 июня 2010 | 20,4 % (31)                             | 19,6 % (30)   | 15,5 % (24)    | 13,7 % (21)  | 9,9 % (15)              | 6,9 % (10)   | 6,6 % (10)    | 3,3 % (5)         | 1,7 % (2)            | 1,3 % (2)              | 0 % (0)     |
| 10 августа 2012    | 21,0 % (32)                             | 14,3 % (22)   | 12,6 % (19)    | 9,6 % (15)   | 19,8 % (31)             | 10,2 % (15)  | 2,6 % (4)     | 4,2 % (6)         | 1,4 % (2)            | 2,5 % (3)              | 1,2 % (1)   |
| 17 августа 2012    | 22,7 % ▲ (35)                           | 14,9 % ▲ (23) | 11,9 % ▼ (18)  | 9,0 % ▲ (14) | 18,4 % ▲ (29)           | 9,5 % ▼ (14) | 2,7 % ▲ (4)   | 3,4 % ▼ (5)       | 2,0 % ▲ (3)          | 2,5 % ▬ (3)            | 1,4 % ▲ (2) |
| 24 августа 2012    | 22,1 % ▼ (34)                           | 14,0 % ▼ (22) | 12,4 % ▲ (19)  | 9,3 % ▲ (14) | 19,8 % ▲ (30)           | 9,5 % ▬ (14) | 3,4 % ▲ (5)   | 3,9 % ▲ (6)       | 1,6 % ▼ (2)          | 2,0 % ▼ (3)            | 1,1 % ▼ (1) |
| 31 августа 2012    | 22,1 % ▬ (34)                           | 16,6 % ▲ (26) | 13,2 % ▲ (20)  | 8,9 % ▼ (13) | 17,1 % ▼ (27)           | 9,2 % ▼ (14) | 2,9 % ▼ (4)   | 3,5 % ▼ (5)       | 1,5 % ▼ (2)          | 2,6 % ▲ (4)            | 1,0 % ▼ (1) |
| 3 сентября 2012    | 22,7 % ▲ (35)                           | 19,3 % ▲ (30) | 11,7 % ▼ (18)  | 9,0 % ▲ (14) | 15,4 % ▼ (24)           | 9,5 % ▲ (14) | 1,7 % ▼ (3)   | 3,1 % ▼ (4)       | 1,3 % ▼ (2)          | 3,0 % ▲ (4)            | 1,8 % ▲ (2) |
| 5 сентября 2012    | 21,6 % ▼ (34)                           | 20,5 % ▲ (32) | 13,3 % ▲ (20)  | 8,0 % ▼ (12) | 14,2 % ▼ (22)           | 8,3 % ▼ (13) | 2,7 % ▲ (4)   | 4,1 % ▲ (6)       | 1,6 % ▲ (2)          | 2,2 % ▼ (3)            | 1,8 % ▬ (2) |
| 8 сентября 2012    | 22,5 % ▲ (35)                           | 22,7 % ▲ (35) | 12,3 % ▼ (19)  | 8,4 % ▲ (13) | 13,4 % ▼ (21)           | 7,7 % ▼ (11) | 2,9 % ▲ (4)   | 4,2 % ▲ (6)       | 1,5 % ▼ (2)          | 2,2 % ▬ (3)            | 0,7 % ▼ (1) |
| Дата               | Народная партия за свободу и демократию | Партия труда  | Партия свободы | ХДП          | Социалистическая партия | Демократы 66 | Зелёные левые | Христианский Союз | Реформистская партия | Партия защиты животных | 50 Плюс     |